# Afgán labdarúgó-bajnokság (első osztály)
A Premier League Afganisztán félprofi első osztályú labdarúgó-bajnoksága, melyet 2012-ben alapítottak.
A sorozatban részt vevő 8 csapatot két csoportra osztják, ahol egyszer mérkőznek meg egymással. A csoportok első és második helyezettjei további, két mérkőzéses kieséses rendszerben folytatják a küzdelmeket.
A döntőben egyszer találkoznak a csapatok. A vitás politikai helyzetek végett egyelőre csak Kabul városából szerepeltetnek együtteseket.

## Története
1923-ban az ország történetének első bajnokságát, négy iskolai csapat, a Maktab Habibiyeh, Maktab Esteghlal, Tafrih és a Mohajer együttesei szervezték.
A kiírás után azonban legközelebb 1946-ban sikerült a fővárosban elindítani újra egy városi ligát, melyet a sajnálatos háborús események miatt, több alkalommal (1956-1982, 1985-94, 1999-2002) nem tudtak lebonyolítani. 
A Kabul városi bajnokság a mai napig is létezik, 2012-ben azonban az afgán labdarúgó-szövetség egy teljesen új rendszert hozott létre. Az országos Premier League megalapításával, szándékaik szerint az ország többi csapatát is szeretnék mielőbb bevonni.

## A 2015-ös szezon résztvevői
| Csapat           | Város | Alapítás éve | Stadion       | Férőhely |
| ---------------- | ----- | ------------ | ------------- | -------- |
| Abasin Sape      | Kabul | 2012         | Ghazi Stadion | 25 000   |
| Maiwand Atalan   | Kabul | 2012         | Ghazi Stadion | 25 000   |
| Mawjhai Amu      | Kabul | 2012         | Ghazi Stadion | 25 000   |
| Oqaban Hindukush | Kabul | 2012         | Ghazi Stadion | 25 000   |
| Shaheen Asmayee  | Kabul | 2012         | Ghazi Stadion | 25 000   |
| Simorgh Alborz   | Kabul | 2012         | Ghazi Stadion | 25 000   |
| Spin Ghar Bazan  | Kabul | 2012         | Ghazi Stadion | 25 000   |
| Toofaan Harirod  | Kabul | 2012         | Ghazi Stadion | 25 000   |

## Az eddigi győztesek
| Csapat           | Bajnok | Második | Bajnoki címek    |
| ---------------- | ------ | ------- | ---------------- |
| Shaheen Asmayee  | 3      | -       | 2013, 2014, 2016 |
| Spin Ghar Bazan  | 1      | -       | 2015             |
| Toofaan Harirod  | 1      | -       | 2012             |
| Simorgh Alborz   | -      | 2       | 2012, 2013       |
| Oqaban Hindukush | -      | 1       | 2014             |

## Gólkirályok szezonok szerint
| Szezon | Játékos                                             | Klub                                           | Gól |
| ------ | --------------------------------------------------- | ---------------------------------------------- | --- |
| 2012   | Hamidullah Karimi                                   | Toofaan Harirod                                | 9   |
| 2013   | Hamidullah Karimi Hashmatullah Barakzai Fayaz Azizi | Toofaan Harirod Shaheen Asmayee Simorgh Alborz | 7   |
| 2014   | Riza Rizayee                                        | Oqaban Hindukush                               | 6   |
| 2015   | Mustafa Afshar                                      | Maiwand Atalan                                 | 5   |
| 2016   | Amrruddin Sharifi                                   | Shaheen Asmayee                                | 6   |

## Rekordok
- Az első találatot Faiz Mohamad Faizi, a Maiwand Atalan játékosa jegyezte. A Shaheen Asmayee elleni 3-1 arányban megnyert találkozón, a 18. percben talált be.
- Az első öngól Mujtaba Faiz, a Shaheen Asmayee védőjének nevéhez fűződik. A Spin Ghar Bazan ellen, az öngóljával elveszített mérkőzés 54. percében gurított a saját kapujába.
- Az első büntetőt Waheedullah Nadim, a Simorgh Alborz játékosa lőtte be, a végül 1-4-re elveszített Toofaan Harirod elleni meccsen.
- Az első piros lapot Zmaray Salanginak mutatták fel. A Oqaban Hindukush - Simorgh Alborz elleni találkozó 90+4. percében, a második sárga lapja után hagyta el a játékteret.
- A leggyorsabb találat Marouf Mohammadi, a Toofaan Harirod középpályása szerezte. A bajnokság döntőjében, a 20. másodpercben talált be a Simorgh Alborz kapujába.